# Tenshinhan
Tenshinhan (天津飯) é um personagem fictício da franquia Dragon Ball criada por Akira Toriyama. Ele apareceu pela primeira vez no capítulo número 113 do mangá, O 22º Torneio de Artes Marciais (第22回天下一武道会, Dainijūnikai Tenkaichi Budōkai) publicado originalmente em 1987 na revista Weekly Shonen Jump, fazendo dele um participante do Torneio de Artes Marciais e inimigo do protagonista da série, Goku, e seus companheiros. No entanto, ele se junta a eles para derrotar Piccolo Daimao, acompanhado por seu amigo Chaos. Tenshinhan se torna rival de Goku por um período e é notável por ser a primeira pessoa na série a voar usando Bukū-jutsu (舞 空 術) e a usar a técnica Taiyōken (太陽 拳).
Várias revisores especializados em mangá e anime escreveram a respeito do personagem Tenshinhan. Elogiaram sua busca por redenção na saga Piccolo. e suas lutas foram consideradas como dramáticas, intensas e divertidas. Por outro lado, outros críticos têm referido Tenshinhan como um personagem aborrecido e desinteressante.

## Criação
Quando Akira Toriyama começou a criar Dragon Ball ele se baseou no romance chinês Jornada ao Oeste, de Wu Cheng'en. Tenshinhan é vagamente baseado no personagem Erlang Shen, uma divindade taoísta de três olhos que aparece pela primeira vez como um adversário do protagonista Sun Wukong, tornando-se mais tarde seu aliado e rival.
O Daizenshuu, supervisionado por Toriyama, e outros guias mencionam que Tenshinhan é um descendente do clã Três-Olhos (三つ目族, Mittsume-zoku), uma raça alienígena.
O nome do personagem é um trocadilho com tenshindon, um prato quase chinês inventado no Japão e que consiste em um omelete e carne de caranguejo sobre o arroz. Toriyama disse que embora Tenshinhan seja forte e legal, baseou seu nome em um alimento chinês conhecido apenas por ser "bobo".

## Aparições

### Dragon Ball
Tenshinhan é apresentado como o melhor aluno do rival do mestre Kame-Sennin, mestre Tsuru-Sen'nin (鶴 仙人), que inscreve ele e Chaos no Tenkaichi Budokai para que derrotassem os alunos do seu rival. Ele começa como um arrogante, mas talentoso artista marcial, rivalizando Goku, Kuririn e especialmente Yamcha. Tenshinhan derrota Yamcha brutalmente na primeira luta ao quebrar sua perna. Pouco depois da luta, Tenshinhan ganha conhecimento da aparente morte de Taopaipai por Goku e decide que matará seu oponente durante o torneio. Nas semifinais, Tenshinhan enfrenta e vence o Mestre Kame, disfarçado de Jackie Chun, que consegue abalar o seu espírito assassino. Durante a final, ele entra em discussão com Tsuru ao se recusar a matar Goku. Tenshinhan vence o torneio e logo após abandona seu mestre, ao lado de Chaos. Seguindo a aparição de Piccolo Daimaoh, Tenshinhan, Chaos e o Mestre Kame bolam uma armadilha para capturá-lo. Contudo, ambos Chaos e o Mestre Kame são mortos e Tenshinhan foge para aprender a técnica de selamento Mafuba, mesmo sabendo que o uso da técnica custaria a sua vida. Após dominar o Mafuba, Tenshinhan parte para enfrentar Piccolo mas é impedido por um de seus filhos, Drum, que logo é derrotado por Goku. Tenshinhan então ajuda Goku na batalha final contra o vilão. Chaos e todos os outros que foram mortos são então ressuscitados por Shenlong. Três anos mais tarde, no 23° Torneio de Artes Marciais, Tenshinhan encontra o supostamente morto Tao Paipai que procura se vingar de Tenshinhan, por ter abandonado Tsuru, e de Goku. Entretanto, Tenshinhan o derrota mas perde para Goku na luta seguinte.
Cinco anos mais tarde, os alienígenas Saiyajins chegam à Terra e Tenshinhan, junto dos outros guerreiros, vão combatê-los, derrotando facilmente um de seus soldados Saibaiman. Quando Chaos se explode em uma tentativa de matar Nappa, Tenshinhan se enche de fúria e realiza um golpe suicída para matar o inimigo, falhando assim como Chaos. No Outro Mundo, Tenshinhan e os outros que foram mortos na luta contra os Saiyajins vão treinar com o Kaioh do Norte e assistem o confronto entre Goku e o tirano intergalático Freeza. Eles são ressuscitados por Porunga e, um ano depois, um jovem chamado Trunks vem do futuro alertar os Guerreiros Z sobre os androides que os matariam. Tenshinhan então passa os próximos três anos viajando pela Terra para adquirir mais poder. Passado esse tempo, ele decide deixar Chaos fora do combate que estaria por vir e se reúne com os outros para procurar os androides, mas acaba sendo humilhado, ao lado de Vegeta, Trunks e Piccolo, pelos androides Número 17 e Número 18. Tenshinhan se prepara para outra jornada de treinamento mas é interrompido pela aparição de Cell, o mais poderoso dos androides, que estava à procura do Número 17 e da Número 18 para absorvê-los e assim assumir sua forma perfeita. Quando Cell absorve o 17 e começa a sua caça à 18, Tenshinhan o enfrenta com seu golpe mais poderoso, o Novo Kikōhō, e consegue segurá-lo por tempo o suficiente para que a 18 escapasse. Mais tarde, durante os Jogos de Cell, ele luta contra um dos Cells Jrs.. Ao fim do confronto com os androides, Tenshinhan e Chaos decidem se isolar dos demais guerreiros. Sete anos mais tarde, Tenshinhan sente o Ki de seus companheiros enquanto eles enfrentam o demônio Majin Boo. Depois que Majin Boo extermina a raça humana, Tenshinan decide intervir na batalha e chega a tempo de salvar Gohan. Contudo, ele é derrotado por Boo e morto quando a Terra explode, mas logo é ressuscitado novamente e entrega a sua energia a Goku para que ele completasse a Super Genki Dama que eliminou Majin Boo.

### Dragon Ball Super
Em Dragon Ball Super, que se passa entre a derrota de Majin Boo e o epílogo do mangá, Tenshinhan é convidado para a festa de aniversário de Bulma onde ele e os demais guerreiros são visitados pelo deus da destruição Bills durante sua busca pelo Deus Super Saiyajin. Quando Bills se enfurece, Tenshinhan e os outros tentam enfrentá-lo até Goku aparecer. Ele depois defende a Terra quando Freeza ressuscita e traz seu novo exército para se vingar. Mais tarde é revelado que Tenshinhan abriu seu próprio dojo para perpetuar os ensinamentos do estilo marcial da garça. Enquanto treinava seus alunos, ele é visitado por Goku e convocado a participar de um torneio multiversal chamado Torneio do Poder como um representante do sétimo universo. Durante o torneio, Tenshinhan e seus companheiros permanecem em uma formação defensiva criada por Gohan para sobreviver em uma arena de oitenta lutadores. Conforme derrotam inimigos com ataques combinados, os integrantes do sétimo universo eventualmente são separados quando a arena é muito danificada por Kale do sexto universo. Tenshinhan permanece sozinho até observar Goku, Vegeta, Piccolo e Gohan sobe a armadilha de dois adversários do segundo universo, Prum e Hermila. Utilizando seu terceiro olho, ele é capaz de localizá-los e quebrar a sincronia dos dois guerreiros, enfrentando Hermila enquanto Goku e Vegeta perseguem Prum. No final da batalha, a beirada da arena é destruída e Tenshinhan cai levando Hermila consigo.

### Em outras mídias
Na continuação exclusiva de anime Dragon Ball GT, Tenshinhan está afastado dos demais Guerreiros Z e realiza poucas aparições. A primeira é quando a Terra está prestes a explodir, a segunda é quando os demais personagens se reúnem na casa de Bulma para comemorar a derrota de Baby, e a terceira e última aparição é no último episódio, quando Goku parte com Shenlong.
Tenshinhan aparece na maioria dos jogos da série, seja como personagem jogável e até mesmo como um chefe. Em Dragon Ball Z: Budokai 2, Tenshinhan possui uma fusão hipotética com Yamcha, conhecida no Japão como Yamhan e nos Estados Unidos como Tiencha. Ele é um personagem recorrente nos filmes da franquia, aparecendo em títulos como Dragon Ball: Uma Aventura Mística ! Dragon Ball Z: A Árvore do Poder, Dragon Ball Z: A Batalha dos Dois Mundos, Dragon Ball Z: Battle of Gods e Dragon Ball Z: O Renascimento de F.
Ele é referenciado pelo rapper americano Soulja Boy na versão sem cortes de sua canção "Goku", onde ele afirma que ele "se sente como Ten", juntamente com outros personagens de Dragon Ball e Pikachu. A imagem de Tenshinhan já foi utilizada para estampar latas de café vendidos pela empresa japonesa Pokka.
O personagem Té Sin Pan do mangá espanhol Dragon Fall é uma paródia de Tenshinhan.